# プルシアンブルーの肖像
『プルシアンブルーの肖像』（プルシアンブルーのしょうぞう）は、1986年7月26日に公開された東宝配給の日本映画。安全地帯のボーカル・玉置浩二の俳優としての初出演作品である。同名主題歌は安全地帯による。

## 概要
メガホンをとったのは当時キティ・グループの社長であった多賀英典である。
内容としては小学校を舞台にしたホラーで、特殊メイクによる玉置の変貌を売りとしていた。
チェッカーズ主演映画第2作『チェッカーズSONG FOR U.S.A.』と同時上映だった。
当時、玉置は大王製紙のCMに出演しており（CMソングは安全地帯）、この映画にも大王製紙がスポンサーについた。

## あらすじ
主人公は学校の生徒でいじめられっ子の冬花と、学校の用務員で優しい秋人である。秋人は15年前に校内で起きた級友の事故死が原因で失語症となり、現在に到るまで喋る事が出来ない。しかもその事故の原因は自分だった。
夏休みの小学校の登校日。
建て替え予定で閉鎖されている旧校舎に隠された秘密とは。冬花を待ち受ける運命とは。
冬花に好意を寄せる同級生・春彦は冬花を救うことができるのか。そして、15年の時を経て、秋人は本当の愛を得ることができるのか。

## キャスト
- 桐島冬花：高橋かおり
- 萩原秋人：玉置浩二
- 菊井カズミ：磯崎亜紀子
- 梅本春彦：長尾豪二郎
- 少年時代の秋人：田付貴彦
- 深見先生：村上弘明
- 尾花弘美：原田美枝子
- 藤崎夏美：立石夕香
- 垣田初子：高橋リサ
- 宝田慎一
- 山下陽子

## スタッフ
- 監督・製作：多賀英典
- プロデューサー：伊地智啓
- 原案：松井五郎
- 脚本・原作：西岡琢也
- 撮影：大岡新一
- 照明：熊谷秀夫
- 録音：紅谷愃一
- 美術：小川富美夫
- スチール：渋谷典子
- 衣装コーディネイト：小川久美子
- 助監督：佐藤雅道
- 音楽：安全地帯・星勝
- 主題歌：「プルシアンブルーの肖像」安全地帯
- オリジナルサウンドトラック：キティ・レコード
- 視覚効果：デン・フィルム・エフェクト
- 特殊造形：古賀信明
- 特殊効果：リバティ・ハウス
- 特殊メイク：原口智生
- 協力：大王製紙
- 製作：キティ・フィルム
- 配給：東宝

## DVD
- プルシアンブルーの肖像（2001年12月5日、ファイブエース、B00005YTC２)

## サウンドトラック
1986年8月10日にKitty Recordsから『プルシアンブルーの肖像 オリジナル・サウンドトラック』として発売された（品番：H33K20040）

## ノベライゼーション
- プルシアンブルーの肖像 西岡琢也著

（1986年7月1日、旺文社）ISBN 4010098295

## シナリオ写真集
- 安全地帯 プルシアンブルーの肖像（1986年、東宝事業部出版販売）

## ビデオテープ
- プルシアンブルーの肖像（ビデオテープ）
- プルシアンブルーの肖像（LD、VHD）
- メイキング 『NOT MADE UP ノット・メイド・アップ』（ビデオテープ、レーザーディスク、VHD）
  - 販売：キティ